# اتفاقية المؤثرات العقلية
اتفاقية المؤثرات العقلية لسنة 1971 هي معاهدة تابعة للأمم المتحدة تهدف إلى السيطرة على العقاقير ذات التأثير العقلي مثل الأمفيتامينات والباربيتورات والبنزوديازيبينات والمنشطات ووقعت في فيينا بالنمسا في 21 فبراير 1971. الاتفاقية الوحيدة للمخدرات لسنة 1961 لا يوجد بها حظر عن العديد من المؤثرات العقلية الكتشفة حديثا حيث نطاقه اقتصر على المخدرات مع القنب والكوكا والأفيون.
خلال عقد 1960 أصبحت هذه العقاقير متاحة على نطاق واسع وعارضت السلطات الحكومية هذا لأسباب عديدة بحجة أنه إلى جانب الآثار الصحية السلبية فقد أدى تعاطي المخدرات لانخفاض المعايير الأخلاقية. الاتفاقية التي تحتوي على قيود الاستيراد والتصدير وغيرها من القواعد التي تهدف إلى الحد من استخدام المخدرات للأغراض العلمية والطبية دخلت حيز التنفيذ في 16 أغسطس 1976. اعتبارا من عام 2013 يوجد 183 دولة عضو في المعاهدة. تم تمرير العديد من القوانين لتنفيذ الاتفاقية بما في ذلك قانون المواد العقلية للولايات المتحدة وقانون إساءة استخدام العقاقير للمملكة المتحدة عام 1971 والقانون العقاقير الخاضعة للمراقبة والمؤثرات الكندي وذلك بتوجيه من مكتب الأمم المتحدة للشؤون القانونية وأعدت التعليق على اتفاقية المؤثرات العقلية. التعليق نشر في عام 1976 هو عن المساعدات التي لا تقدر بثمن لتفسير المعاهدات ويشكل جزءا أساسيا من التاريخ التشريعي.
ترد أحكام لإنهاء الاتجار الدولي للمخدرات التي تشملها هذه الاتفاقية في المرور لاتفاقية الأمم المتحدة ضد الاتجار غير المشروع في المخدرات والمؤثرات العقلية. هذه المعاهدة التي وقعت في عام 1988 تنظم السلائف الكيميائية إلى العقاقير الخاضعة للمراقبة بموجب الاتفاقية الوحيدة واتفاقية المؤثرات العقلية. كما أنه يقوي أحكام مكافحة تبيض الأموال وغيرها من الجرائم المتصلة بالمخدرات.